# Het Nieuwe Trio
Het Nieuwe Trio is een band van Clous van Mechelen, Nick van Gasteren en Tom Kwakernaat, die humoristische Nederlandstalige muziek speelt. De band maakte onder andere de cd's Bla, bla bla: 100% herkenbaar en Neo Nonsens!. De naam verwijst naar het Cocktail Trio, de inspiratiebron voor de groep.